# Kapoly
Kapoly è un comune dell'Ungheria di 712 abitanti (dati 2007) situata nella contea di Somogy, nell'Ungheria centro-occidentale.